# Liste des épisodes des Pingouins de Madagascar

Logo français de la série.

Cette liste est une liste des épisodes de la série Les Pingouins de Madagascar, qui est diffusée du 29 novembre 2008 au 31 août 2014.

## Épisodes
| Saison | Saison | Episodes | Episodes         | États-Unis       | États-Unis      | France           | France           | Chaîne      |
| Saison | Saison | Episodes | Episodes         | Début de saison  | Fin de saison   | Début de saison  | Fin de saison    | Chaîne      |
| ------ | ------ | -------- | ---------------- | ---------------- | --------------- | ---------------- | ---------------- | ----------- |
|        | 1      | 48       | 48               | 29 novembre 2008 | 13 août 2010    | 31 août 2009     | 12 mai 2011      | Nickelodeon |
|        | 2      | 68       | 68               | 6 juin 2010      | 23 octobre 2011 | 13 mai 2011      | 25 décembre 2012 | Nickelodeon |
|        | 3      | 33       | 26               | 25 mars 2012     | 28 mars 2014    | 25 décembre 2012 | 31 mai 2014      | Nickelodeon |
| 7      | 3      | 33       | 25 décembre 2013 | 31 août 2014     | 2 juin 2014     | 3 juillet 2014   | Nicktoons        |             |

### Première saison (2008-2010)
| №  | #  | Titre français                  | Titre original                   | Première diffusion |
| -- | -- | ------------------------------- | -------------------------------- | ------------------ |
| 1  | 1  | Qui flashe, part en délire      | Gone in a Flash                  | 29 novembre 2008   |
| 2  | 2  | Décollage immédiat              | Launchtime                       | 9 avril 2009       |
| 3  | 3  | Terrier hanté                   | Haunted Habitat                  | 16 avril 2009      |
| 4  | 4  | Opération sauvez Morty          | Operation : Plush & Cover        | 23 avril 2009      |
| 5  | 5  | L'anniversaire du Roi Julian    | Happy King Julian Day !          | 1er mars 2009      |
| 6  | 6  | Un œuf surprise                 | Paternal Egg-Stinct              | 8 mars 2009        |
| 7  | 7  | Grosse bagarre pour une pile    | Assault & Batteries              | 29 mars 2009       |
| 8  | 8  | Capturez le drapeau !           | Penguiner Takes All              | 30 avril 2009      |
| 9  | 9  | Pas touche aux pieds !          | Two Feet High and Rising         | 19 avril 2009      |
| 10 | 10 | Un boulet sur le Web            | Tangled in the Web               | 26 avril 2009      |
| 11 | 11 | Un accroc pour une couronne     | Crown Fools                      | 7 mai 2009         |
| 12 | 12 | Question d'instinct !           | The Hidden                       | 10 mai 2009        |
| 13 | 13 | Les noix de lychees             | Kingdom Come                     | 17 mai 2009        |
| 14 | 14 | Le Grand Prix                   | Little Zoo Coupe                 | 14 mai 2009        |
| 15 | 15 | Coincé dans le gosier !         | All Choked Up                    | 17 septembre 2009  |
| 16 | 16 | Pop-corn panique                | Popcorn Panic                    | 17 septembre 2009  |
| 17 | 17 | Gros bétas !                    | Go Fish                          | 11 octobre 2009    |
| 18 | 18 | Gloire sur la glace             | Miracle on Ice                   | 11 octobre 2009    |
| 19 | 19 | Visite chez le docteur          | Needle Point                     | 18 octobre 2009    |
| 20 | 20 | L'éclipse                       | Eclipsed                         | 18 octobre 2009    |
| 21 | 21 | Morty super musclé              | Mort Unbound                     | 25 octobre 2009    |
| 22 | 22 | La colocataire                  | Roomies                          | 25 octobre 2009    |
| 23 | 23 | Biscuit d'la fortune            | Misfortune Cookie                | 5 novembre 2009    |
| 24 | 24 | Le LEM-R                        | Lemur See, Lemur Do              | 5 novembre 2009    |
| 25 | 25 | Roger chanteur                  | Roger Dodger                     | 24 septembre 2009  |
| 26 | 26 | L'orque dans le ciel            | Skorca !                         | 24 septembre 2009  |
| 27 | 27 | L'instinct sauvage de la loutre | Other Gone Wild                  | 26 novembre 2009   |
| 28 | 28 | Chat errant                     | Cat's Cradle                     | 26 novembre 2009   |
| 29 | 29 | Singeries d'amour               | Monkey Love                      | 27 novembre 2009   |
| 30 | 30 | Verrouillés                     | Tagged                           | 27 novembre 2009   |
| 31 | 31 | Le bon moment                   | What Goes Around                 | 26 mars 2010       |
| 32 | 32 | Robin des villes                | Mask of the Raccoon              | 26 mars 2010       |
| 33 | 33 | Groove en pot !                 | Out of the Groove                | 13 avril 2010      |
| 34 | 34 | La loi de la jungle             | Jungle Law                       | 13 avril 2010      |
| 35 | 35 | Le zombie de commandement       | I Was a Penguin Zombie           | 4 avril 2010       |
| 36 | 36 | Le nid de frelons               | Sting Operation                  | 4 avril 2010       |
| 37 | 37 | Grandeur et décadence           | All King, No Kingdom             | 28 juillet 2010    |
| 38 | 38 | Intouchable                     | Untouchable                      | 28 juillet 2010    |
| 39 | 39 | Phil et Mason                   | Over Phil                        | 23 mai 2010        |
| 40 | 40 | Les + et les -                  | Miss Understanding               | 23 mai 2010        |
| 41 | 41 | Un éléphant n'oublie jamais     | An Elephant Never Forgets        | 19 juin 2010       |
| 42 | 42 | Le trouve amour                 | Other Things Have Happened       | 19 juin 2010       |
| 43 | 43 | C.A.C                           | Zoo Tube                         | 19 juillet 2010    |
| 44 | 44 | La truite tête de serpent       | Snakehead                        | 19 juillet 2010    |
| 45 | 45 | Temblote                        | Jiggles                          | 12 août 2010       |
| 46 | 46 | Mademoiselle Kitka              | The Falcon and the Snow Job      | 12 août 2010       |
| 47 | 47 | Le photographe                  | The Penguin Stays in the Picture | 13 août 2010       |
| 48 | 48 | La revenge du Docteur Blowhole  | Dr. Blowhole's Revenge           | 13 août 2010       |

### Deuxième saison (2010-2011)
| №   | #  | Titre français                           | Titre original                            | Première diffusion |
| --- | -- | ---------------------------------------- | ----------------------------------------- | ------------------ |
| 49  | 1  | L'écureuil rouge                         | The Red Squirrel                          | 6 juin 2010        |
| 50  | 2  | Le chronotron                            | It's About Time                           | 7 juin 2010        |
| 51  | 3  | Alerte alligator !                       | Gator Catch                               | 8 juin 2010        |
| 52  | 4  | Vive la popétique                        | In the Line of Doody                      | 9 juin 2010        |
| 53  | 5  | Pas touche !                             | Can't Touch This                          | 10 juin 2010       |
| 54  | 6  | La nouvelle recrue                       | Hard Boiled Eggy                          | 11 juin 2010       |
| 55  | 7  | Le trésor perdu de l'écureuil en or      | The Lost Treasure of the Golden Squirrel  | 12 juin 2010       |
| 56  | 8  | La campagne de pub                       | Fit to Print                              | 13 juin 2010       |
| 57  | 9  | Des poux, des poux !                     | Operation: Cooties                        | 14 juin 2010       |
| 58  | 10 | Mr. Teux                                 | Mr. Tux                                   | 15 juin 2010       |
| 59  | 11 | La catabombe huit                        | Concrete Jungle Survival                  | 26 septembre 2010  |
| 60  | 12 | Me donne pas le cafard !                 | Stop Bugging Me                           | 3 octobre 2010     |
| 61  | 13 | Le gratte popotin                        | Field Tripped                             | 10 octobre 2010    |
| 62  | 14 | Histoire de Blaireau !                   | Badger Pride                              | 17 octobre 2010    |
| 63  | 15 | Kaboum                                   | Kaboom and Kabust                         | 24 octobre 2010    |
| 64  | 16 | Le Casque d'or                           | The Helmet                                | 31 octobre 2010    |
| 65  | 17 | Un koala allumé                          | Night and Dazed                           | 31 octobre 2010    |
| 66  | 18 | Savio, le boa                            | The Big Squeeze                           | 31 octobre 2010    |
| 67  | 19 | Faites un vœu                            | Wishful Thinking                          | 16 juin 2010       |
| 68  | 20 | Poisson d'avril                          | April Fools                               | 17 juin 2010       |
| 69  | 21 | Mademoiselle Blondinette                 | Hello, Dollface                           | 7 novembre 2010    |
| 70  | 22 | Hans, le Puffin                          | Huffin and Puffin                         | 7 novembre 2010    |
| 71  | 23 | La Machine qui rend invisible            | Invention Intervention                    | 14 novembre 2010   |
| 72  | 24 | Un bébé dans le landau                   | Cradle and All                            | 14 novembre 2010   |
| 73  | 25 | La voiture hantée                        | Driven in the Brink                       | 21 novembre 2010   |
| 74  | 26 | Okkuu                                    | Friend-in-a-Box                           | 21 novembre 2010   |
| 75  | 27 | Pour arriver à ses fins                  | Work Order                                | 28 novembre 2010   |
| 76  | 28 | Le Vol du diamant impérial               | Hot Ice                                   | 28 novembre 2010   |
| 77  | 29 | Le bouleversement                        | Command Crisis                            | 18 juin 2010       |
| 78  | 30 | Des secrets en pagaille                  | Truth Ache                                | 19 juin 2010       |
| 79  | 31 | Préparatifs de Noël                      | The All Nighter Before Christmas          | 5 décembre 2010    |
| 80  | 32 | Bizzaroïde conspiration                  | Whispers and Coups                        | 12 décembre 2010   |
| 81  | 33 | Un penchant pour la peinture             | Brush with Danger !                       | 12 décembre 2010   |
| 82  | 34 | L'Aiguillon de l'Amour                   | Love Hurts                                | 19 décembre 2010   |
| 83  | 35 | L'Agent X, le retour                     | The Officer X Factor                      | 19 décembre 2010   |
| 84  | 36 | La grosse tête                           | Brain Drain                               | 26 décembre 2010   |
| 85  | 37 | Le bras droit                            | Right Hand Man                            | 26 décembre 2010   |
| 86  | 38 | Pingouins sous capes                     | Danger Wears a Cape                       | 9 janvier 2011     |
| 87  | 39 | Opération : "Traité de paix"             | Operation : Break-speare                  | 9 janvier 2011     |
| 88  | 40 | Mission infiltration                     | Rat Fink                                  | 22 juillet 2011    |
| 89  | 41 | La patate chaude !                       | Kanga Management                          | 22 juillet 2011    |
| 90  | 42 | On échange les places                    | King Julian for a Day                     | 11 avril 2011      |
| 91  | 43 | Il ne vous reste que 24 heures !         | Maurice at Peace                          | 11 avril 2011      |
| 92  | 44 | Le trop-mignonomètre                     | Cute-astrophe                             | 23 septembre 2011  |
| 93  | 45 | Opération : "échange de voisinage"       | Operation : Neighbor Swap                 | 23 septembre 2011  |
| 94  | 46 | Savio s'est échappé                      | All Tied Up with a Boa                    | 16 janvier 2011    |
| 95  | 47 | Le Pingouinou                            | Rock-a-Bye Birdle                         | 16 janvier 2011    |
| 96  | 48 | Des harengs marinés                      | Herring Impaired                          | 4 mars 2011        |
| 97  | 49 | L'oncle du p'tit gars                    | A Visit from Uncle Nigel                  | 4 mars 2011        |
| 98  | 50 | Un zoo en pleine crise                   | The Hoboken Surprise                      | 4 mars 2011        |
| 99  | 51 | La nouvelle revanche du Docteur Blowhole | The Return of the Revenge of Dr. Blowhole | 22 septembre 2011  |
| 100 | 52 | La famille Vésuvio                       | Pets Peeved                               | 21 septembre 2011  |
| 101 | 53 | Les nanorobots                           | Byte-Sized                                | 21 septembre 2011  |
| 102 | 54 | Opération : "super bonne action"         | Operation : Good Deed                     | 23 janvier 2011    |
| 103 | 55 | Pour un sachet de chips                  | When the Chips are Down                   | 23 janvier 2011    |
| 104 | 56 | Le "temps mort"                          | Time Out                                  | 30 janvier 2011    |
| 105 | 57 | L'agent Buck Rockgut                     | Our Man in Grrfurjiclestan                | 30 janvier 2011    |
| 106 | 58 | Les tripes du commandant                 | Gut Instinct                              | 5 juin 2011        |
| 107 | 59 | L'Invexpo                                | I Know Why the Caged Bird Goes Insane     | 5 juin 2011        |
| 108 | 60 | Le projet S.T.A.N.K                      | The Big S.T.A.N.K.                        | 3 juillet 2011     |
| 109 | 61 | L'ennemi juré                            | Arch-Enemy                                | 3 juillet 2011     |
| 110 | 62 | Opération : Antarctique                  | Operation: Antarctica                     | 28 août 2011       |
| 111 | 63 | Le Tunnel                                | The Big Move                              | 28 août 2011       |
| 112 | 64 | Dodo contre dodo                         | Endangerous Species                       | 11 septembre 2011  |
| 113 | 65 | L'Arc-Amoroso-Laser                      | Loathe at First Sight                     | 11 septembre 2011  |
| 114 | 66 | Les Tremblotox                           | The Trouble with Jiggles                  | 23 octobre 2011    |
| 115 | 67 | Le calamar                               | Alienated                                 | 23 octobre 2011    |
| 116 | 68 | On arrête tous les jeux !                | The Most Dangerous Game Night             | 23 octobre 2011    |

### Troisième saison (2012-2014)
| №   | #  | Titre français                             | Titre original                  | Première diffusion |
| --- | -- | ------------------------------------------ | ------------------------------- | ------------------ |
| 117 | 1  | Julian et Zoé                              | Feline Fervor                   | 16 avril 2012      |
| 118 | 2  | Deux prétendants au trône                  | King Me                         | 17 avril 2012      |
| 119 | 3  | Arlène !                                   | The Otter Woman                 | 25 mars 2012       |
| 120 | 4  | Rond comme un ballon                       | Action Reaction                 | 18 avril 2012      |
| 121 | 5  | Empreinte digitale                         | Thumb Drive                     | 19 avril 2012      |
| 122 | 6  | Opération : grosse bulle bleue             | Operation : Big Blue Marble     | 25 septembre 2012  |
| 123 | 7  | Le Monstre velu                            | Hair Apparent                   | 20 avril 2012      |
| 124 | 8  | Rico, bourreau des cœurs                   | Love Takes Flightless           | 3 juin 2013        |
| 125 | 9  | Maman poule                                | Smotherly Love                  | 3 juin 2013        |
| 126 | 10 | Little Foot                                | Littlefoot                      | 27 mars 2013       |
| 127 | 11 | Les licornes de lune sur la glace          | Antics on Ice                   | 4 septembre 2012   |
| 128 | 12 | Les Serials Gaffeurs                       | Showdown on Fairway 18          | 4 septembre 2012   |
| 129 | 13 | Le petit couineur                          | Street Smarts                   | 5 septembre 2012   |
| 130 | 14 | Léonard, le Bagarrambule                   | Nighty Night Ninja              | 5 septembre 2012   |
| 131 | 15 | Un hareng pour le commandant               | A Kipper for Skipper            | 16 janvier 2013    |
| 132 | 16 | La mue du p'tit gars                       | High Moltage                    | 16 janvier 2013    |
| 133 | 17 | Le gland gagnant                           | Nuts to You                     | 15 janvier 2013    |
| 134 | 18 | Le Fossa de Madagascar                     | The Terror of Madagascar        | 15 janvier 2013    |
| 135 | 19 | La poule médium                            | Mental Hen                      | 17 janvier 2013    |
| 136 | 20 | La Chenille rouge                          | Siege the Day                   | 17 janvier 2013    |
| 137 | 21 | P.E.L.T.                                   | P.E.L.T                         | 27 mars 2013       |
| 138 | 22 | Les Winky au beurre de cacahuète           | Private and the Winky Factory   | 28 mars 2014       |
| 139 | 23 | Les bananes plantains                      | Best Laid Plantains             | 28 mars 2014       |
| 140 | 24 | Un jour parfait                            | Skipper Makes Perfect           | 4 juillet 2013     |
| 141 | 25 | L'épreuve du vase de billes                | Marble Jarhead                  | 12 novembre 2013   |
| 142 | 26 | Flash spécial                              | Goodnight and Good Chuck        | 12 novembre 2013   |
| 143 | 27 | Opération: Pingouins dans l'espace         | Operation: Swap-panzee          | 19 juillet 2014    |
| 144 | 28 | Tempête de neige                           | Snowmageddon                    | 25 décembre 2013   |
| 145 | 29 | Minettas Déconcertus !                     | Tunnel of Love                  | 25 décembre 2013   |
| 146 | 30 | Opération: Licorne de lune de l'apocalypse | Operation : Lunacorn Apocalypse | 23 avril 2014      |
| 147 | 31 | Le pingouin qui m'aimait                   | The Penguin Who Loved Me        | 31 août 2014       |
| 148 | 32 | Amis ou ennemis !                          | Best Foes                       | 31 août 2014       |
| 149 | 33 | Une nuit avec les jumeaux Vésuvio          | Night of the Vesuviuses         | 31 août 2014       |